# 1908 no jornalismo
Nesta página encontrará referências aos acontecimentos directamente relacionados com o jornalismo ocorridos durante o ano de 1908.

## Nascimentos
| Data         | Nome          | Profissão               | Nacionalidade | Observações | Ref |
| ------------ | ------------- | ----------------------- | ------------- | ----------- | --- |
| 8 de outubro | Adolpho Bloch | empresário e jornalista | Brasil        | m. 1995     |     |

## Mortes
| Data           | Nome             | Profissão                                                                  | Nacionalidade | Observações | Ref |
| -------------- | ---------------- | -------------------------------------------------------------------------- | ------------- | ----------- | --- |
| 29 de Setembro | Machado de Assis | poeta, romancista, dramaturgo, contista, jornalista, cronista e teatrólogo | Brasil        | n. 1839     |     |